# Diga di Xiaowan
La diga di Xiaowan (小湾坝S, Xiǎowān BàP) è una diga ad arco sul fiume Mekong a Nanjian Yi Contea Autonoma, nella provincia dello Yunnan, nel sud della Cina. Attualmente è la seconda diga più alta del mondo dopo la Nurek Dam ed è la più alta tra le dighe ad arco.